# 山口県立下松高等学校
山口県立下松高等学校（やまぐちけんりつ くだまつこうとうがっこう）は、山口県下松市若宮町に所在する公立の高等学校。

## 設置学科
- 普通科

## 概要
- 学校が緑深い高台に位置するため、通称で「やま」と呼ばれている。

## 施設
- 山の頂上に位置するため大変景色が良く、校庭からは海（笠戸湾）を臨むことができる。
- 校庭の面積に限りがあるため、体育の授業や部活動では周辺施設（アクアピアこいじ、宮前グラウンドなど）を利用することも多い。

## 沿革
- 1944年4月 - 山口県立下松女子商業学校設置
- 1946年4月1日 - 山口県立下松高等女学校と改称
- 1948年4月1日 - 山口県立下松高等学校と改称
- 1949年2月1日 - 現在地に新校舎竣工、移転

## 進路状況
ほとんどすべての生徒は進学を希望し、浪人を含めての進路は、9割が四年制大学、残り1割が短期大学や専門学校への進学及び就職である。
山口大学を始め、近隣の県の大学に進学する生徒が多い。

## 部活動
文化部
- 美術
- 文芸
- 吹奏楽
- 茶華道
- 放送
- 新聞

運動部
- 野球
- バレーボール
- バスケットボール
- 陸上
- 弓道
- 剣道
- ソフトテニス
- サッカー
- ハンドボール

- 近年は、弓道部、陸上部、ハンドボール部が中国大会、全国大会に出場している。中でもハンドボール部・陸上部は、国体・全国インターハイ出場をする選手を輩出している。
- 2007年度には美術部・新聞部共同、2009年度に美術部単独で山口県主催の子ども夢プロジェクトに採択され、写真集、プロモーションビデオ等の制作（2007・2009）。ファッションショー（2009）も開催した。　また美術部ながら、2010年度には３つの全国大会へ出場している。→写真甲子園2010（北海道）・ファッション甲子園（青森）・全国高校総合文化祭みやざき（美術・工芸部門に立体作品を山口県代表として出品）

## 著名な出身者
- 及川いぞう － 俳優
- 荒石由紀恵 － 元山口放送アナウンサー
- 国井益雄 － 下松市長、元山口県議会議員
- 藤田勉 － 一橋大学特任教授、シティグループ証券副会長
- 小山一英 － テレビ西日本報道制作局報道部記者、元テレビ山口アナウンサー
- 武藤央子 － 元山口県小学校教員、山口放送レポーター

## 交通アクセス
- 下松駅南口より防長バス久保方面行き、中宮停留所下車、徒歩5分